# سقنقور عربی
سقنقور عربی (نام علمی: Scincus mitranus) نام یک گونه از تیره سقنقور است.